# Ruanda ai Giochi della XXXIII Olimpiade
Il Ruanda ha partecipato ai Giochi della XXXIII Olimpiade, svoltisi a Parigi dal 26 luglio all'11 agosto 2024, con una delegazione di 8 atleti, 3 uomini e 5 donne, in 4 sport e 5 discipline. È stata l'undicesima apparizione consecutiva della nazione alle Olimpiadi estive, dal suo debutto ufficiale nel 1984.

## Delegazione
| Sport            | Uomini | Donne | Totale |
| ---------------- | ------ | ----- | ------ |
| Atletica leggera | 1      | 1     | 2      |
| Ciclismo         | 1      | 3     | 4      |
| Nuoto            | 1      | 1     | 2      |
| Scherma          | 0      | 1     | 1      |
| Totale           | 3      | 5     | 8      |